# Taj McWilliams-Franklin

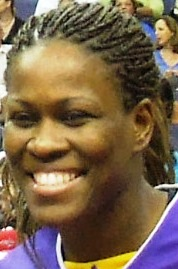
McWilliams-Franklin podczas Meczu Gwiazd WNBA 2007.

Taj McWilliams-Franklin (ur. 20 października 1970 w El Paso) – amerykańska koszykarka grająca na pozycjach silnej skrzydłowej lub podkoszowej, po zakończeniu kariery zawodniczej trenerka koszykarska.

## Osiągnięcia

### College
- Zawodniczka roku NAIA (1993)
- Wybrana do:
  - I składu Kodak NAIA All-American (1993)
  - II składu NAIA All-American (1992)
- Liderka wszech czasów drużyny akademickiej St. Edward's w:
  - liczbie:
    - zdobytych punktów (1837)
    - punktów zdobytych w trakcie jednego sezonu (760)

  - średniej punktów (24,5)
  - skuteczności rzutów z gry (64%)

### WNBA
- Mistrzyni WNBA (2008, 2011)
- Wicemistrzyni WNBA (2004, 2005, 2012)
- Laureatka Kim Perrot Sportsmanship Award (2005)
- Uczestniczka meczu gwiazd:
  - WNBA (1999–2001, 2005–2007)
  - Radio City Music Hall (2004)
- Jedna z kandydatek do WNBA All-Decade Team (2006)
- Zaliczona do:
  - II składu:
    - WNBA (2005, 2006)
    - defensywnego WNBA (2005)
- Liderka wszech czasów WNBA w liczbie zbiórek w ataku

### Inne drużynowe
- Mistrzyni:
  - Euroligi (2007)
  - Polski (2012)
  - Czech (2010)
  - Australii (WNBL – 2005)
  - Rosji (2007)
  - Hiszpanii (2006)
- Wicemistrzyni:
  - Euroligi (2005)
  - ABL (1997)
  - Włoch (2000, 2002)
- Zdobywczyni:
  - pucharu:
    - Ronchetti (2001, 2002)
    - Czech (2009)
    - Hiszpanii (2006)
    - Polski (2012)

  - superpucharu Turcji (2007)

### Inne indywidualne
- MVP:
  - Final Four Euroligi (2005)
  - finałów zimowej ligi Korei Południowej (2007)
- Zaliczona do II składu ABL (1997)
- Liderka ABL w blokach (1997, 1999)

Reprezentacja
- Mistrzyni świata (1998)
- Wicemistrzyni Ameryki (1997)